# کریستیان مایر
کریستیان مایر (ایتالیایی: Christian Meyer؛ زادهٔ ۱۲ دسامبر ۱۹۶۹) دوچرخه‌سوار اهل آلمان است.
وی در مسابقات کشوری و بین‌المللی در مجموع برندهٔ ۱ مدال طلا شده‌است.